# 菊池豊

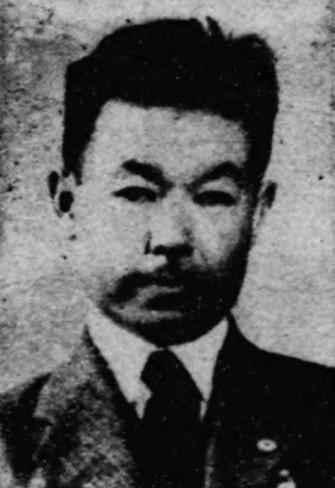
菊池豊

菊池 豊（きくち ゆたか、1897年（明治30年）7月8日 - 1964年（昭和39年）11月15日）は、日本の政治家、実業家。衆議院議員、下館市長。

## 経歴
茨城県出身。1929年4月、下館町会議員に就任し1942年5月まで在任。1935年9月、茨城県会議員にも選出され、1946年3月まで在任した。
1946年4月の第22回衆議院議員総選挙で茨城全県区から出馬し当選。次の第23回総選挙でも当選し、衆議院議員を二期務めた。この間、民主党議員総会副会長となる。
1955年5月13日に下館市長に選出されたが常設消防をめぐっての対立から解職請求に発展、1956年9月30日の投票で失職した
。その後、1959年4月に下館市議会議員に当選し、死去するまで在任した。
1964年11月、東京都内で交通事故に遭い、入院先の病院で死去した。
その他、茨城精漆工業 (株) 取締役社長、日本西部生漆採集統制組合理事長、茨城県水産業会監事などを歴任した。